# Беляков, Виталий Петрович
Виталий Петрович Беляков (10 июня 1928; дер. Старая, Гжатский уезд, Смоленская губерния, РСФСР, СССР — 28 января 2001; Ивантеевка, Пушкинский район, Московская область, Россия) — советский и российский актёр театра и кино. Заслуженный артист РСФСР (1977).

## Биография
Родился 10 июня 1928 года в деревне Старой Гжатского уезда Смоленской губернии (ныне Гагаринского района Смоленской области) в многодетной семье. Отец являлся партийным работником, мать являлась поваром.
В 1930-х годах семья переехала в город Ивантеевку Московской области. Там Беляков учился в средней школы, так же совмещал художественную самодеятельность. После того, как юноша получил аттестат об окончании учебного заведения, пошёл поступать в театральный вуз и стал студентом актёрского факультета Школы-студии МХАТ. По неясным обстоятельствам, Беляков спустя время был отчислен от туда и продолжил учёбы в ГИТИСе, которую окончил в 1952 году.
Ушёл из жизни 28 января 2001 года. Похоронен рядом с родителями в подмосковном городе Ивантеевке.

### Личная жизнь
- Супруга Людмила Васильевна (1928 г.р.), врач[1]
- Дочь Ольга (1957 г.р.), медицинский работник[1].

## Фильмография
- 1957 — Хождение за три моря — Михайло Замков
- 1958 — Жизнь прошла мимо — Василий Бондаренко (Васька-Кот)
- 1958 — Мы из Семиречья — Федька Козырь
- 1958 — Человек с ножами — Юпп
- 1960 — Серёжа — эпизод
- 1961 — Сплав — эпизод
- 1962 — Большая дорога — солдат с губной гормошкой, сослуживец Гашека и Страшлипки
- 1965 — Время вперёд! — военный, попутчик Клавдии
- 1966 — Июльский дождь — Юра
- 1967 — Жена (фильм-спектакль) — Иванников
- 1968 — Барсуки (2 серия — первый парень; 3 серия — атаман зелёных)
- 1969 — Егор Булычов и другие — милицейский Мокроусов
- 1969 — Суровые километры — шофёр Дьяков
- 1970 — Переступи порог — Володя Воронов
- 1970 — Мишка принимает бои — красноармеец
- 1971 — Нахлебник (фильм-спектакль) — Нарцыс Константиныч Трембинский
- 1971–1972 — День за днём — Владимир Васильевич Токарев
- 1972 — Бой с тенью — судья
- 1973 — Единственный свидетель (фильм-спектакль) — Тимур Петрович Кочергин
- 1973 — Село Степанчиково и его обитатели (фильм-спектакль) — Коровкин
- 1974 — Сэр Джон Фальстаф (фильм-спектакль) — Бардольф
- 1976 — День семейного торжества — таксист
- 1976 — Мария Стюарт (фильм-спектакль) — граф Обепин
- 1976 — На всякого мудреца довольно простоты (фильм-спектакль) — Григорий
- 1977 — Ветер «надежды» — офицер
- 1980 — Мятеж — Тиракул Джиназаков
- 1982 — Мать Мария — секретарь князя
- 1982 — Мигрэ колеблется (фильм-спектакль) — Фердинанд
- 1983 — Приступить к ликвидации — Болеслав Крук
- 1985 — Принц и нищий (фильм-спектакль) — хозяин театра/король/Джон Кенти
- 1987 — Выбор — майор, занимающийся призывом
- 1991 — Призраки зелёной комнаты — Эдмунд Лэдлоу

## Оценочные мнения
- Киновед Алексей Тремасов поведал о том, что Виталий Петрович был общительным, отзывчивым человеком и всегда приходил на помочь тем, кто в ней нуждался. Никогда не отступал от своих принципов, старался отстаивать свою точку зрения. В последнее время Беляков занимался концертной детальностью, а потом и вовсе посвятил себя любимой семье[1].

## Звания и награды
- Заслуженный артист РСФСР (1977)[2].

## Издательства
- Юрий Борецкий Роскошь человеческого общения. — ЭкоПресс-2000, 2003. — 140 с. — ISBN 978-5-901811-23-8.
- Из истории кино. — Искусство, 1968. — 240 с.